# José Garibi y Rivera
José Mariano Garibi e Rivera (Guadalajara, 30 de janeiro de 1889 - Guadalajara, 27 de maio de 1972), foi cardeal e arcebispo de Guadalajara. Ele foi o primeiro cardeal mexicano da Igreja Católica.

## Educação
Garibi foi educado no Colegio del Señor San José (ensino primário) e no Seminário de Guadalajara de 1900 a 1906, onde estudou humanidades, ciências, latim, grego, filosofia e teologia. Ingressou no noviciado da Ordem dos Frades Menores em Zapopan, Jalisco, em 1906, mas deixou o final do ano do noviciado depois que decidiu não ingressar na Ordem. Ele então retornou ao Seminário de Guadalajara para buscar estudos para o sacerdócio. Ordenado em 20 de agosto de 1911 como diácono na Igreja de Nossa Senhora da Soledade da Arquidiocese de Guadalajara, pelo Arcebispo José de Jesús Ortíz y Rodríguez. Ele foi nomeado professor de latim no Seminário de Guadalajara em 1911 e ocupou o cargo até 26 de agosto de 1913.
Foi ordenado ao sacerdócio em 25 de fevereiro de 1912, na Igreja de Nossa Senhora da Soledade da Arquidiocese de Guadalajara, pelo Arcebispo Ortíz y Rodríguez. Então foi para Roma para estudar na Pontifícia Universidade Gregoriana de outubro de 1913 a julho de 1916, onde se doutorou em teologia e licenciou-se em direito canônico. Nos dez anos seguintes, ele serviu em vários cargos pastorais e professorais.

## Episcopado
Em 1929, o arcebispo de Guadalajara, José Francisco Orozco e Jiménez, foi expulso do país durante a tentativa do governo de reprimir a Igreja Católica. Garibi acompanhou-o ao exílio nos Estados Unidos. Durante uma visita a Roma, Garibi foi nomeado bispo titular de Rhosus e bispo auxiliar da Arquidiocese de Guadalajara em 16 de dezembro de 1929. Ele e o arcebispo receberam permissão para retornar ao México no mês de março seguinte, e ele foi consagrado em 7 de maio de 1930, pelo arcebispo, na Catedral da Assunção de Maria Santíssima. Os principais co-consagradores foram Miguel María de la Mora y Mora, bispo de San Luis Potosí, e Ignacio Placencia y Moreira, bispo de Zacatecas. Seu lema episcopal era Diligite alterutrum. 
Ele foi nomeado Vigário Geral da Arquidiocese em 1 de janeiro de 1933. Dom Garibi y Rivera foi promovido a Arcebispo Titular da Bizia e tornou-se coadjutor de Guadalajara em 22 de dezembro de 1934. Sucedeu à sé metropolitana de Guadalajara em 18 de fevereiro de 1936. Foi eleito presidente da Conferência do Episcopado Mexicano por seis mandatos consecutivos.

## Cardeal
Garibi foi elevado a cardeal no consistório de 15 de dezembro de 1958 pelo Papa João XXIII; três dias depois recebeu o título de Cardeal-presbítero de Santo Onofre Participou do Concílio Vaticano II (1962-1965) e do Conclave de 1963 que elegeu o Papa Paulo VI. Legado papal ao Congresso Missionário Nacional, Guadalajara (1966). Perdeu o direito de participar do conclave por ter mais de oitenta anos, 1971. Ele foi o primeiro cardeal mexicano.
Garibi renunciou ao cargo de arcebispo em 1 de março de 1969. Ele morreu em 27 de maio de 1972, de um edema pulmonar e insuficiência cardíaca, no Hospital de la Santísima Trinidad, Guadalajara, e foi enterrado na cripta de sua catedral.